# USS Princeton (CVL-23)
USS Princeton (CVL-23) – lekki lotniskowiec floty amerykańskiej z czasów II wojny światowej należący do typu Independence, zatopiony przez japoński bombowiec nurkujący podczas bitwy o Leyte.

## Historia

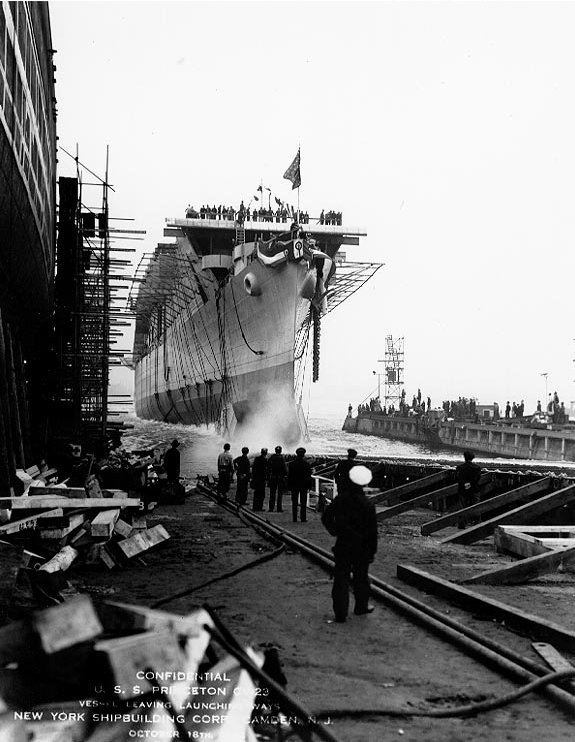
18 października 1942, wodowanie okrętu

„Princeton” pierwotnie miał być lekkim krążownikiem typu Cleveland USS „Tallahassee” (CL–61) jednak 16 lutego 1942 roku stocznia w Camden otrzymała zlecenie na przebudowę krążownika na lotniskowiec. 31 marca 1942 roku zmieniono nazwę okrętu na „Princeton”. Pierwszym dowódcą jednostki był komandor George R. Henderson.
Okręt wszedł do służby 25 lutego 1943 roku. Po rejsie po Morzu Karaibskim w celu zgrania załogi lotniskowiec wraz zaokrętowaną na jego pokładzie 23 Grupą Lotniczą (Air Group 23) popłynął na Pacyfik i 9 sierpnia 1943 roku przybył do Pearl Harbor. 25 sierpnia, będąc w składzie Task Force 11, popłynął w kierunku wyspy Baker. Samoloty z lotniskowca pełniły funkcję osłony lotniczej podczas budowania lotniska na wyspie w dniach 1–14 września. W tym okresie „Princeton” pełnił funkcję okrętu flagowego Task Group 11.2, a samoloty okrętu zestrzeliły kilka nieprzyjacielskich samolotów rozpoznawczych. Po akcji lotniskowiec wszedł w skład Task Force 15 w ramach której brał udział w atakach lotniczych na japońskie instalacje wojskowe na Makin i Tarawie, a następnie powrócił do Pearl Harbor. W połowie października okręt popłynął w kierunku Espiritu Santo, gdzie 20 października wszedł w skład Task Force 38, samoloty z lotniskowca w dniach 1–2 listopada 1943 roku bombardowały lotniska na Bougainville, wspierając lądowanie sił amerykańskich w Zatoce Cesarzowej Augusty na wyspie. 5 listopada „Princeton” wraz z lotniskowcem USS „Saratoga” brał udział w rajdzie na japońską bazę w Rabaul. Po ataku na japońską bazę nieprzyjaciel wysłał w pogoń za odchodzącymi lotniskowcami swoje samoloty torpedowe. Następnego dnia Radio Tokio podało informację o zatopieniu amerykańskich lotniskowców, w rzeczywistości siły pościgowe zaatakowały mały konwój amerykańskich jednostek desantowych, którym japońskie torpedy z racji niewielkiego zanurzenia okrętów, nie wyrządziły prawie żadnej szkody. Atak na Rabaul „zatopiony” lotniskowiec powtórzył 11 listopada.

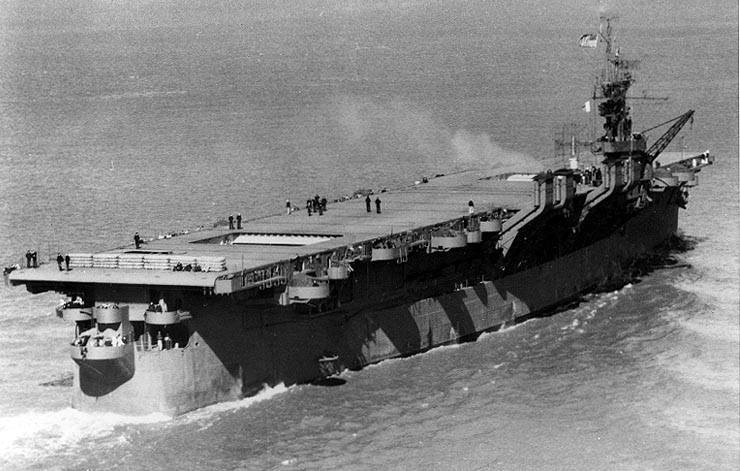
USS „Princeton”, marzec 1943

19 listopada okręt, będąc w składzie Task Force 50, przeprowadził atak na lotnisko na wyspie Nauru. Następnie mając na pokładzie uszkodzone samoloty wymagające naprawy, popłynął do Pearl Harbor, skąd udał się do Bremerton na przegląd techniczny. 3 stycznia 1944 roku okręt opuścił stocznie i powrócił na Hawaje, gdzie dołączył do szybkich lotniskowców Task Force 50 przemianowanej następnie na Task Force 58. W dniach od 29 stycznia do 31 stycznia, wchodząc w skład Task Group 58.4 brał udział w ataku na Wotje i Taroa, wspierając operację desantowe na Kwajalein i Majuro. Od 3 lutego do 6 lutego samoloty lotniskowca bombardowały lotnisko na atolu Engebi. W kolejnych dniach aż do końca lutego „Princeton” brał udział w operacji kruszenia obrony, a następnie lądowania na Eniwetok. Po walce okręt i załoga mieli czas na krótki odpoczynek i uzupełnienie zapasów na Espiritu Santo. Następnie 23 marca okręt wypłynął w kierunku Karolinów, gdzie brał udział w atakach na wyspy Palau, Woleai i Yap. Powrócił na atol Majuro, z którego ponownie wyruszył 13 kwietnia 1944 roku aby wspierać lądowanie pod Hollandia na Nowej Gwinei w dniach 21 kwietnia do 29 kwietnia, a następnie brał udział w atakach na nieprzyjacielskie bazy na atolu Truk (w dniach 29–30 kwietnia) i (przekraczając linię zmiany daty) na wyspie Ponape 1 maja. Po tych akcjach lotniskowiec powrócił 11 maja do bazy w Pearl Harbor, którą ponownie opuścił 29 maja wypłynąwszy w rejs w kierunku Majuro. Tam dołączył do zespołu szybkich lotniskowców, z którymi brał udział w atakach na Marianach. W dniach od 11 do 18 czerwca samoloty z lotniskowca atakowały cele na wyspach Guam, Rota, Tinian, Pagan i Saipan. Będąc w składzie Task Force 58.2, lotniskowiec brał udział w bitwie na Morzu Filipińskim. Załogi samolotów zgłosiły zestrzelenie około 30 samolotów nieprzyjaciela, a artylerzyści okrętu kolejnych trzech. Po bitwie okręt powrócił na Mariany i brał udział w kolejnych uderzeniach na wyspy Pagan, Rota i Guam. W połowie lipca okręt wspierał lądowanie na Tinian i Guam. 2 sierpnia lotniskowiec przybył po zaopatrzenie na Eniwetok, a następnie atakował cele na Filipinach. 9 września i w dniu następnym samoloty z lotniskowca atakowały cele w północnej części Mindanao. Również we wrześniu „Princeton” wspierał lądowanie piechoty morskiej na Palau. Okręt powrócił na Filipiny i atakował lotniska i instalacje wojskowe na Luzonie. Na początku października w ramach przygotowań do lądowania na Filipinach, lotniskowiec atakował cele na wyspach Riukiu i Formozie.

## Zatopienie USS „Princeton”

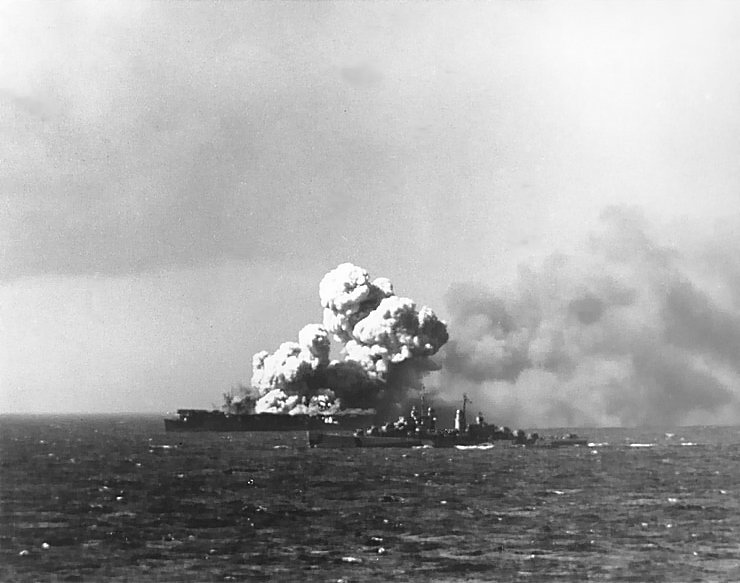
„Princeton” krótko po zbombardowaniu

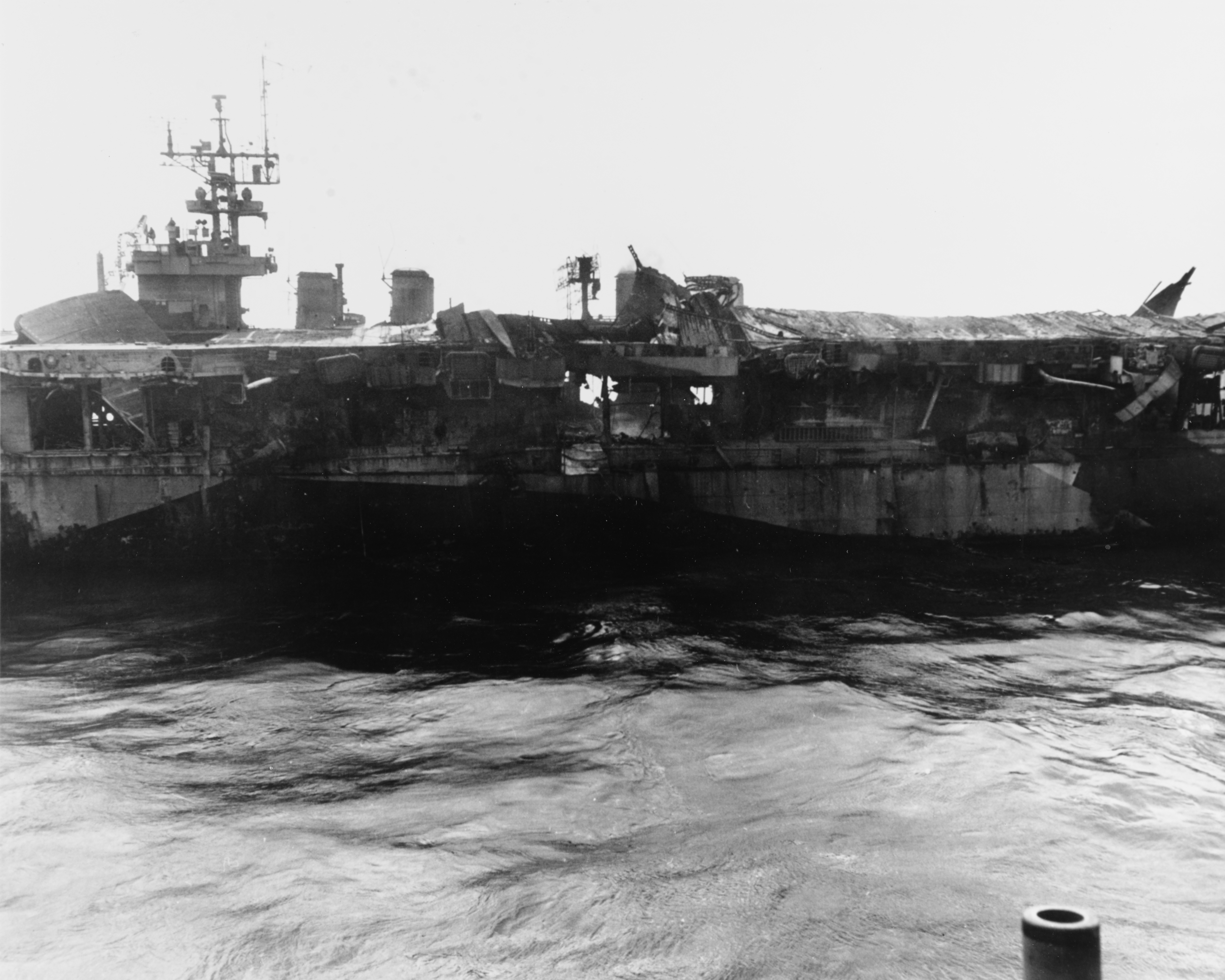
Zniszczenia na lotniskowcu

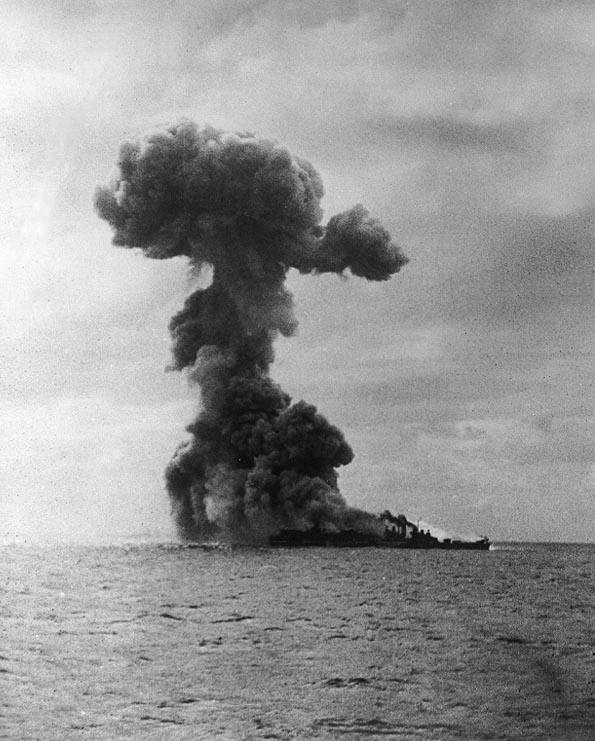
Druga eksplozja

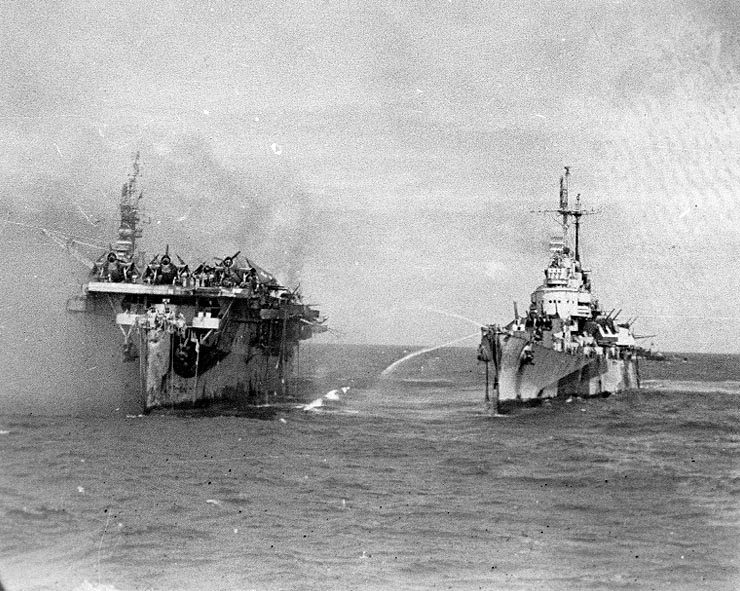
USS „Birmingham” przy burcie płonącego USS „Princeton”

17 października 1944 roku wojska amerykańskie wylądowały na wyspie Leyte na Filipinach. Był to początek ofensywy mającej na celu wyparcie japońskich wojsk z tego archipelagu. W operacji uczestniczył „Princeton”. Lotniskowiec wchodził w skład Task Group 38.3 dowodzonej przez kontradmirała Fredericka Shermana. Lotniskowiec wraz z pozostałymi okrętami grupy zajął pozycję obok niewielkiej wyspy Polilo leżącej u wschodnich brzegów Luzonu. 23 października Amerykanie zostali zaalarmowani przez własne okręty podwodne o zbliżaniu się dużych sił nieprzyjaciela. Natychmiast na poszukiwanie przeciwnika wyruszyły samoloty z lotniskowców. Po zlokalizowaniu japońskich jednostek admirał Halsey nakazał przeprowadzić atak na zlokalizowane okręty. Jednak pierwsi zaatakowali Japończycy. Po godzinie 8 rano, kiedy to samoloty z lotniskowca USS „Intrepid” zlokalizowały japońską flotę na Morzu Sibuyan, a lotniskowce Shermana szykowały się do wyrzucenia samolotów do ataku na nieprzyjaciela, na ekranach radarów zlokalizowaną dużą grupę wrogich samolotów zbliżających się znad wyspy Luzon, były to japońskie samoloty startujące z lotnisk rozmieszczonych na wyspie. Postanowiono poczekać z wyrzuceniem w powietrze samolotów bombowo-torpedowych do czasu uporania się z nadchodzącym niebezpieczeństwem. Jednak większość samolotów myśliwskich grupy była albo na dalekich patrolach, albo atakowała cele na wyspie, albo kierowała się w stronę wykrytego wcześniej zespołu japońskich okrętów. Przeciw dwudziestu bombowcom i czterdziestu samolotom myśliwskim amerykanie wystawili niespełna trzydzieści samolotów. Wśród nich był startujący z lotniskowca USS „Essex” as myśliwski David McCampbell. Po półtoragodzinnej walce amerykańskie samoloty rozgromiły przeciwnika. Piloci z „Princetona” zgłosili zestrzelenie 34 wrogich maszyn. I gdy już wydawało się, że niebezpieczeństwo zostało zażegnane, samotny japoński bombowiec Yokosuka D4Y Suisei przedarł się przez zaporę artylerii okrętowej i zrzucił 550-funtową bombę na pokład startowy „Princetona”. Bomba przebiła trzy pokłady lotniskowca i wybuchła w okrętowej piekarni. Wybuchł pożar, który rozprzestrzenił się na pokład hangarowy, na którym stały przygotowane do lotu i uzbrojone samoloty Grumman TBF Avenger. Nastąpiła potężna eksplozja torped, w które były uzbrojone samoloty. Wybuch wyrzucił w powietrze rufowy i dziobowy podnośnik samolotów, ten pierwszy spadł na pokład lotniczy, dopełniając zniszczenia. Natychmiast do okrętu podeszły niszczyciele USS „Catling”, USS „Irwin” i USS „Cassin Young”.
Wielu marynarzy z płonącego lotniskowca wskakiwało do wody i było wyławianych przez pływające obok niszczyciele. Krążownik USS „Reno” zajął się obroną przeciwlotniczą, a krążownik USS „Birmingham”, mający najlepsze wyposażenie do zwalczania pożarów, przerzucił na pokład lotniskowca 38 ludzi do akcji przeciwpożarowej. Niszczyciel USS „Morrison” ewakuował około 400 ludzi, a następnie podszedł do płonącego okrętu, aby mogli przejść na niego maszyniści mający pomóc w akcji ratowniczej. W czasie tej operacji maszt niszczyciela zaczepił o komin lotniskowca i na pokład zwaliły się szczątki płonącego okrętu, wśród nich jeep i traktor do holowania samolotów, potrzebna była pomoc innej jednostki, aby uwolnić „Morrisona” z opresji. W międzyczasie amerykańskie okręty musiały odeprzeć kolejny atak japońskich samolotów. Dowódca lotniskowca poprosił „Reno” o wzięcie na hol, jednak krążownik nie miał odpowiedniego wyposażenia, dlatego to „Birmingham” podjął się tego zadania. Gdy krążownik podchodził do lotniskowca o godzinie 15.23, nastąpiła kolejna ogromna eksplozja. Wybuchł magazyn amunicji, w powietrze wyleciała rufa okrętu. Na „Birmingham”, którego pokład zapełniony był grupami ratowniczymi, wyłowionymi marynarzami z „Princetona” i artylerzystami obrony przeciwlotniczej, spadł deszcz płonących metalowych szczątków. Na pokładzie krążownika zginęło 85 ludzi, a 300 zostało rannych. Uszkodzone w drugim wybuchu zostały również „Morrison”, „Irwin” i krążownik „Reno”. Drugi wybuch przypieczętował los lotniskowca. Po 16.00 stało się już jasne, że okrętu nie da się uratować. Zadanie wykonania „ciosu łaski” dostał niszczyciel „Irwin”. Jednak z uwagi na uszkodzenie celownika na okręcie podczas wybuchu, z wystrzelonych przez niszczyciel sześciu torped trafiła tylko jedna, druga przeszła za rufą lotniskowca, a trzecia zawróciła i zaczęła gonić niszczyciel, który zdołał ją jednak wymanewrować. Kolejne dwie torpedy również chybiły, a ostatnia również zaatakowała własny okręt. W tej sytuacji zadanie dobicia okrętu otrzymał krążownik „Reno”, który wystrzelił dwie torpedy. Obydwie okazały się celne. Płonący „Princeton” trafiony został w dziób, o 17.49 eksplodował zbiornik ze 100 tysiącami galonów benzyny, minutę później lotniskowiec zatonął. Na pokładzie lotniskowca zginęło 108 ludzi, 10 oficerów i 98 marynarzy i podoficerów. Udało się uratować 1361 marynarzy i oficerów z „Princetona”, w tym dowódcę okrętu komandora Johna M. Hoskinsa, który podczas drugiego wybuchu stracił prawą stopę, nie przeszkodziło mu to jednak 18 listopada 1945 roku objąć dowództwa na kolejnym „Princetonie”, lotniskowcu typu Essex.
USS „Princeton” został odznaczony dziewięcioma odznaczeniami battle star.